# Al-Bahja
Al-Bahja (pol. Miejsce rozkoszy) – letni dom Bahá’u’lláha, założyciela Wiary Baha’i. Jest położony na przedmieściach Akki na północy Izraela. Obok domu znajduje się Sanktuarium Bahá’u’lláha, który zmarł tutaj w 1892 roku.

## Historia
Pierwotnie znajdowała się tutaj letnia rezydencja córki władcy Akki, Sulejmana Paszy – Fatimy. To właśnie Sulejman Pasza utworzył piękny ogród, który następnie rozbudował w 1831 roku Abdullah Pasza. Rezydencja już wówczas słynęła z pięknego ogrodu i stawu zasilanego wodą z akweduktu. Po 1831 roku nieruchomość przeszła w posiadanie chrześcijańskiej rodziny Jamals. W 1870 roku posiadłość kupił bogaty kupiec z Akki `Udi Khammar, który znacznie rozbudował rezydencję. Gdy umarł, został pochowany w południowo-wschodnim rogu, bezpośrednio przy domu. W 1879 roku epidemia zmusiła mieszkańców do ucieczki, i rezydencja pozostała pusta.
Tymczasem w cytadeli w Akce został uwięziony przez Turków osmańskich prorok i założyciel Wiary Baha’i – Bahá’u’lláh. Przebywał on w tutejszym więzieniu od 1868 do 1877 roku. Mieszkańcom Akki powiedziano, że nowy więzień jest wrogiem Imperium Osmańskiego, Allaha i Islamu, a wszelkie kontakty z nim były surowo zakazane. Członkowie jego rodziny oraz liczni jego zwolennicy, zamieszkali wówczas w Akce, kupując lub wynajmując domy. Najstarszy syn Bahá’u’lláha – ’Abdu’l-Bahá, zakupił rezydencję al-Bahja. Stała się ona domem rodziny Bahá’u’lláha. Gdy w 1877 roku władze osmańskie zwolniły Bahá’u’lláha z więzienia, zmusiły go do zamieszkiwania w areszcie domowym w Domu `Abbúd w Akce. W okresie letnim wykorzystywał on wówczas dom wynajmowany w pobliskiej wiosce Mazra’a. Gdy w 1879 roku ukończono rozbudowę rezydencji al-Bahja, Bahá’u’lláh zaczął z niej korzystać. Mieszkał tutaj aż do swojej śmierci w 1892 roku. Jego ciało pochowano w Sanktuarium Bahá’u’lláha. W kolejnych latach obszar rezydencji upiększono, dążąc do przeobrażenia ogrodu w ogród rajski. Wybudowano także Centrum Pielgrzymów i inne obiekty administracyjne. Jest to jedno z najświętszych miejsc dla bahaitów.
W pobliskiej Hajfie wybudowano szereg bahaickich świątyń. Cały ten kompleks obejmujący bahaickie świątynie w Hajfie, Akce i Zachodniej Galilei został w 2008 roku wpisany na listę światowego dziedzictwa UNESCO.

## Architektura
Letnia rezydencja Bahá’u’lláh znajduje się w samym centrum ogrodu al-Bahja. Ogród ma kształt koła, z którego centrum odchodzą wysadzone drzewami aleje. Po zachodniej stronie centralnego budynku znajduje się Sanktuarium Bahá’u’lláha. W kierunku północnym odchodzi stąd długa aleja prowadząca do Centrum Pielgrzymów, bramy wejściowej i parkingu dla osób odwiedzających.